# Rally Príncipe de Asturias de 2006
El Rally Príncipe de Asturias de 2006, oficialmente 43.º Rally Príncipe de Asturias, fue la cuadragésimo tercera edición y la séptima cita de la temporada 2006 del Campeonato de España de Rally. Se celebró del 8 al 10 de septiembre y contó con un itinerario de quince tramos que sumaban un total de 215 km cronometrados.

## Itinerario
| Día   | Tramo | Nombre              | Distancia | Ganador              | Tiempo  | Líder                |
| ----- | ----- | ------------------- | --------- | -------------------- | ------- | -------------------- |
| Día 1 | TC1   | La Rasa 1           | 8.63 km   | Sergio López-Fombona | 5:57.3  | Sergio López-Fombona |
| Día 1 | TC2   | Orizón 1            | 14.71 km  | Miguel Ángel Fuster  | 9:08.3  | Miguel Ángel Fuster  |
| Día 1 | TC3   | Piedrafita-Anayo 1  | 19.21 km  | Dani Solà            | 12:46.4 | Miguel Ángel Fuster  |
| Día 1 | TC4   | La Rasa 2           | 8.63 km   | Dani Solà            | 5:52.6  | Miguel Ángel Fuster  |
| Día 1 | TC5   | Orizón 2            | 14.71 km  | Alberto Hevia        | 9:03.7  | Dani Solà            |
| Día 1 | TC6   | Piedrafita-Anayo 2  | 19.21 km  | Dani Solà            | 12:41.3 | Dani Solà            |
| Día 1 | TC7   | La Rasa 3           | 8.63 km   | Alberto Hevia        | 5:50.9  | Dani Solà            |
| Día 1 | TC8   | Orizón 3            | 14.71 km  | Alberto Hevia        | 9:01.0  | Dani Solà            |
| Día 1 | TC9   | Piedrafita-Anayo 3  | 19.21 km  | Dani Solà            | 12:42.1 | Dani Solà            |
| Día 2 | TC10  | La Horrea-Pajomal 1 | 19.90 km  | Miguel Ángel Fuster  | 15:32.0 | Dani Solà            |
| Día 2 | TC11  | La Casilla 1        | 9.58 km   | Alberto Hevia        | 6:48.2  | Dani Solà            |
| Día 2 | TC12  | La Invernal 1       | 14.21 km  | Dani Solà            | 10:21.6 | Dani Solà            |
| Día 2 | TC13  | La Horrea-Pajomal 2 | 19.90 km  | Miguel Ángel Fuster  | 14:54.1 | Dani Solà            |
| Día 2 | TC14  | La Casilla 2        | 9.58 km   | Dani Solà            | 6:38.6  | Dani Solà            |
| Día 2 | TC15  | La Invernal 2       | 14.21 km  | Miguel Ángel Fuster  | 10:12.6 | Dani Solà            |

## Clasificación final
| Pos. | Piloto                | Copiloto             | Automóvil                  | Tiempo    | Diferencia |
| ---- | --------------------- | -------------------- | -------------------------- | --------- | ---------- |
| 1.   | Dani Solà             | Xavi Amigò           | Citroën C2 S1600           | 2:27:57.9 | 0.0        |
| 2.   | Miguel Ángel Fuster   | José Vicente Medina  | Renault Clio S1600         | 2:28:02.1 | +0:4.2     |
| 3.   | Alberto Hevia         | Alberto Iglesias     | Peugeot 206 S1600          | 2:28:28.8 | +30.9      |
| 4.   | Marcelino Hevia       | Jorge González       | Fiat Punto S1600           | 2:29:31.4 | +1:33.5    |
| 5.   | Sergio López-Fombona  | Juan Carlos Dorado   | Mitsubishi Lancer Evo IX   | 2:29:44.6 | +1:46.7    |
| 6.   | Pedro Burgo           | Marcos Burgo         | Mitsubishi Lancer Evo IX   | 2:30:42.8 | +2:44.9    |
| 7.   | Rantur                | Xavier Lozano        | Mitsubishi Lancer Evo X    | 2:31:16.4 | +3:18.5    |
| 8.   | Carlos Márquez        | Aintzane Goñí        | Mitsubishi Lancer Evo IX   | 2:34:43.1 | +6:45.2    |
| 9.   | Francisco José Suárez | Mario Jesús Quintero | Mitsubishi Lancer Evo VIII | 2:36:21.8 | +8:23.9    |
| 10.  | Santana               | Bibiana Menéndez     | Renault Clio Sport         | 2:37:20.5 | +9:22.6    |